# 20046 Seronik
20046 Seronik este o planetă minoră (asteroid), cu un diametru de 5,388 km, din centura de asteroizi. A fost descoperită pe 17 martie 1993 la Observatorul La Silla de Uppsala–ESO Survey of Asteroids and Comets⁠(d). 
Obiectul prezintă o orbită caracterizată de o semiaxă mare de 2,5607057 UAi, o excentricitate de 0,16, o înclinație de 10,19282 ° în raport cu ecliptica.